# シュド・エスト SE.200
シュド・エスト SE.200
- 用途：飛行艇
- 製造者：Lioré et Olivier、シュド・エスト
- 初飛行：1942年12月11日
- 生産数：2機

シュド・エスト SE.200 アムピトリーテー（Sud-Est SE.200 Amphitrite）は、1930年代末にフランスのシュド・エストで製造された旅客飛行艇である。元々はフランスの航空機産業が国有化される前にリオレ・エ・オリビエLeO H-47として開発された。

## 概容
SE 200は片持ち式高翼単葉に双尾翼の6発エンジンを装備した巨大な飛行艇であった。この機は1936年にフランス航空省のエールフランス向けの航続距離6,000 km (3,750 miles)、旅客20人、貨物500 kg (227 lb)の大西洋横断旅客機という要求仕様に応じて開発された。ラテコエール（ Latécoère）のラテコエール 631、リオレ・エ・オリビエのLeO H-47、ポテーズ（Potez-CAMS）のポテーズ 161（Potez-CAMS 161）の設計がそれぞれ提出され、全ての機体の製造が承認された。1938年の航空ショー（Salon de l'Aéronautique）で水に浮かべられたSE.200の巨大なモックアップが展示された。
第2次世界大戦が勃発したときには４機のSE.200 がマリニャーヌで製造中であり、フランス降伏後も作業は続けられ並行して5番機の製造が始まった。初号機「christened Rochambeau」が1942年12月11日に初飛行を行った。その後のテストはドイツ占領軍に中止させられ、初号機はボーデン湖に運び去られた。この機は1944年4月17日に英国空軍のモスキート機の攻撃を受け破壊された。9月16日のアメリカ軍のマリニャーヌへの航空攻撃で2番機が破壊され、他の機も大きな損傷を受けた。
戦後、作業の進んでいた3番目のSE.200が修復の価値があると判断され引き揚げられた。結局、この機は1946年4月2日に飛行したが1949年10月に荒い着水で損傷し、以後修復されることはなかった。4番機を完成させるという計画もあったが結局進展せず、5番機はスクラップにされた。SE.200初号機の残骸は1966年にドルニエ社によって引き揚げられた。

## 要目
（SE.200）
- 乗員：2名
- 乗客：48名

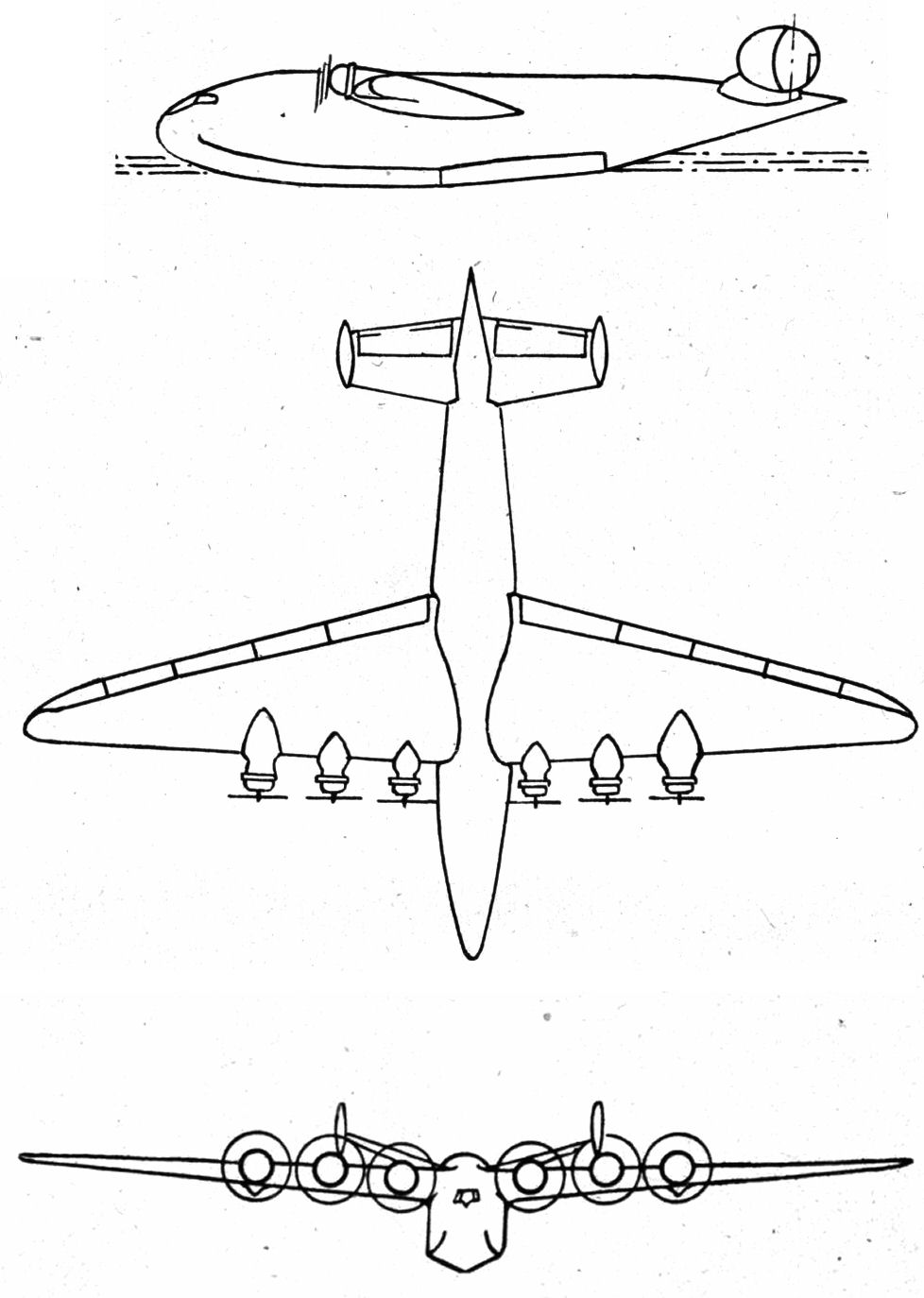
SE.200

- 全長：40.15 m (131 ft 9 in)
- 全幅：52.20 m (171 ft 3 in)
- 全高：9.73 m (32 ft)
- 翼面積：340.00 m2 (3,660 ft2)
- 空虚重量：27,080 kg (59,580 lb)
- 全備重量：60,670 kg (133,470 lb)
- エンジン：6 * ライト R-1820　1,500 hp (1.120 kW)
- 最大速度：420 km/h (260 mph)
- 巡航高度：5,000 m (16,400 ft)
- 航続距離：6,000 km (3,750 miles)
- 上昇率：3.7 m/s (740 ft/min)